# Photedes rufata
Photedes rufata är en fjärilsart som beskrevs av Kardakoff 1928. Photedes rufata ingår i släktet Photedes och familjen nattflyn. Inga underarter finns listade i Catalogue of Life.